# Roc del Paraigua
La Roca del Paraigua, erròniament anomenada del Paraigües en alguns mapes, és una roca singular a cavall dels termes municipals de Castellcir i de Monistrol de Calders, a la comarca del Moianès.
Està situada a la vall de la Golarda, just en el termenal entre els dos municipis esmentats. A partir d'aquest lloc comença cap a llevant la Vall de Marfà. Té a prop i a llevant les masies del Xei i els Sors.

## Etimologia
Aquest roc deu el nom a la seva forma, ja que es projecta com un paraigua sortint de la formació rocosa a la qual pertany.